# 유혜정 (배우)
유혜정(柳慧靜, 1973년 10월 6일~)은 대한민국의 배우이다.
아롬이· 왕눈이라는 닉네임으로도 유명한 그녀는 전라북도 익산시에서 출생하였고 지난날 한때 전라북도 전주시에서 잠시 유아기를 보낸 적이 있으며 1994년 미스 강원일보에 당선 직후 이어 같은 해 1994년 미스 유니버시티에서 1위를 차지하였고 이듬해 1995년 SBS 서울방송 특채 연기자로 연예 분야에 정식 데뷔하였다.
1999년에 야구 선수 서용빈과 결혼했고 딸(서규원)을 두었으며, 2007년에 이혼하였다. 서용빈과 별거 중이던 2006년에는 음주운전을 하다 적발되어 100일 면허정지 처분을 받았다.

## 학력
- 혜화여자고등학교 졸업
- 프랑스 에스모드학교 한국분교 디자인학과 졸업

## 출연작

### 드라마
- 2015년 QTV 《영웅들》
- 2010년 SBS 《제중원》 ... 제중원 의녀, 박소사 역
- 2009년 SBS 《드림》 ... 김삼순 역
- 2008년 KBS2 《전설의 고향 - 기방괴담》 ... 매화 역
- 2008년 OBS 시트콤 《오포졸》 ... 오 포졸의 처, 대잔금 역
- 2007년 SBS 《칼잡이 오수정》 ... 김필숙 역
- 2007년 MBC 《MBC 베스트극장 - 옆구리와 허벅지》 ... 김경미 역
- 2005년 SBS 《하노이 신부》 ... 송일란 역
- 2005년 KBS2 《부활》 ... 윤미정 역
- 2005년 MBC 《떨리는 가슴》 ... 미란 역
- 2004년 MBC 《빙점》 ... 서화영 역
- 2004년 KBS2 《낭랑 18세》 ... 권선아 역
- 2003년 KBS2 《드라마시티 - 바람난 유전자》 ... 진이 역
- 2003년 SBS 《연인》 ... 서지숙 역
- 2003년 KBS1 《무인시대》 ... 공예태후의 동생 임씨 역
- 2003년 KBS2 《벙어리 장갑》 ... 인혜 역
- 2002년 KBS2 《거침없는 사랑》 ... 윤채옥 역
- 2002년 MBC 《사랑을 예약하세요》 ... 윤희정 역
- 2001년 MBC 《가을에 만난 남자》
- 2001년 SBS 《외출》 ... 한태경 역
- 2000년 SBS 《사랑과 이별》
- 1998년 MBC 《베스트극장 - 사랑이라는 두 글자》
- 1998년 MBC 《사랑》
- 1997년 KBS2 《끝의 시작》
- 1997년 KBS2 《질주》
- 1996년 KBS2 미니시리즈《컬러》제1화 (화이트)
- 1996년 SBS 《연어가 돌아올 때》 ... 양지혜 역
- 1996년 MBC 《베스트극장 - <코믹액션> 여걸본색》
- 1996년 SBS 《부자유친》 ... 미연 역
- 1995년 SBS 《냉동인간》... 아라 역
- 1995년 SBS 《LA아리랑》
- 1995년 KBS2 《개성시대》
- 1995년 SBS 《사랑은 블루》

### 영화
- 2012년 《가문의 귀환》 ... 고미순 역
- 2007년 《극락도 살인사건》 ... 태기의 엄마 역
- 2005년 《오로라 공주》 ... 계모 배연희 역
- 2002년 《가문의 영광》 ... 쓰리제이가의 맏며느리 '미순' 역
- 1999년 《자귀모》 ... 백지장 역
- 1998년 《아름다운 시절》 ... 현옥 역
- 1998년 《키스할까요?》 ... 경희 역
- 1996년 《투맨》 ... 유 형사 역

### 텔레비전 프로그램
- 2009년 《스타 주니어쇼 붕어빵》
- 2008년 《신동엽, 신봉선의 샴페인》
- 2007년 《퀴즈! 육감대결》
- 1996년 《TV는 사랑을 싣고》

### 라디오 프로그램
- 2016년 EBS FM 《EBS 책 읽는 라디오 낭독 시리즈》

### 광고
- 1996년 현대약품 헬씨올리고

## 상훈
- 1994년 미스 강원 강원일보
- 1994년 미스 유니버시티 1위
- 1998년 청룡영화제 여우조연상

## 가족 관계
- 어머니: 하복남
- 배우자: 서용빈(1971년 1월 2일~) - 1999년 결혼, 2007년 이혼
  - 딸: 서규원(2000년 1월 18일~)